# 林振昇
林振昇（英語：Lam Chun-sing，1981年—），港九勞工社團聯會主席，現任香港立法會議員（選舉委員會）。2021年立法會選舉中得到港九勞工社團聯會支持，首次當選為立法會選舉委員會議員。

## 軼事
他曾在網上上載會考成績通知書，1998年香港中學會考中取得（最佳6科）23分，中文科考試中取得B級成績，中五畢業。

## 外部連結
- 林振昇Facebook

| 香港立法會 | 香港立法會                           | 香港立法會 |
| ---------- | ------------------------------------ | ---------- |
| 新頭銜     | 立法會議員 選舉委員會 2022年1月1日－ | 現任       |